# Sony Ericsson Naite
Sony Ericsson J105i (Naite) — это мобильный телефон Sony Ericsson из серии J, выпущенный в мае 2009 года. Это относительно дешевый моноблок, расположенный в нижней части линейки «GreenHeart» от Sony Ericsson. 2-мегапиксельная камера с фиксированным фокусом способна захватывать неподвижное изображение с разрешением 1600x1200 пикселей и записывать с разрешением 320x240 пикселей и частотой кадров 15 кадров в секунду.

## Технические характеристики
| Общие характеристики                             | Общие характеристики                                                          |
| ------------------------------------------------ | ----------------------------------------------------------------------------- |
| Диапазоны частот                                 | GSM 850, GSM 900, GSM 1800, GSM 1900, UMTS 2100                               |
| Тип корпуса                                      | классический                                                                  |
| Конструкция                                      | навигационная клавиша                                                         |
| Уровень SAR                                      | 1.22                                                                          |
| Антенна                                          | встроенная                                                                    |
| Вес                                              | 84 г                                                                          |
| Размеры                                          | 108x47x12,6 мм                                                                |
| Звонки                                           |                                                                               |
| Тип мелодий                                      | 40-голосная полифония, MP3-мелодии                                            |
| Виброзвонок                                      | есть                                                                          |
| Редактор мелодий                                 | есть                                                                          |
| Связь                                            |                                                                               |
| Интерфейсы                                       | USB, Bluetooth                                                                |
| Доступ в интернет                                | GPRS, EDGE, HSDPA                                                             |
| Поддержка протоколов                             | POP/SMTP/HTML-клиент                                                          |
| Модем                                            | есть                                                                          |
| Синхронизация с компьютером                      | есть                                                                          |
| Сообщения                                        |                                                                               |
| Дополнительные функции SMS                       | ввод текста со словарём, шаблоны сообщений, отправка SMS нескольким адресатам |
| MMS                                              | есть                                                                          |
| SMS                                              | есть                                                                          |
| Другие функции                                   |                                                                               |
| Громкая связь (встроенный динамик)               | есть                                                                          |
| Управление                                       | голосовой набор, голосовое управление                                         |
| Автодозвон                                       | есть                                                                          |
| Звуковая индикация времени разговора             | есть                                                                          |
| Режимы кодирования звука HR, FR, EFR             | есть                                                                          |
| Экран                                            |                                                                               |
| Тип экрана                                       | цветной 2,2″ TFT-экран, 262144 цветов                                         |
| Размер изображения                               | число строк — 7, 240*320 пикс.                                                |
| Число пикселей на дюйм (PPI)                     | 182                                                                           |
| Русификация                                      | есть                                                                          |
| Мультимедийные возможности                       |                                                                               |
| Фронтальная фотокамера                           | камера 1 мегапиксель                                                          |
| Задняя фотокамера                                | камера 2 мегапикселя                                                          |
| Запись видеороликов                              | есть                                                                          |
| Аудио                                            | FM-радиоприёмник, MP3-проигрыватель                                           |
| Диктофон                                         | есть, запись в формат AMR                                                     |
| Игры                                             | есть (поддерживается 3D)                                                      |
| Java-приложения                                  | есть                                                                          |
| Объём встроенной памяти                          | 100 МБ                                                                        |
| Объём оперативной памяти                         | 32 МБ                                                                         |
| Тип карты памяти                                 | Micro SD, Micro SDHC                                                          |
| Питание                                          |                                                                               |
| Тип аккумулятора                                 | Li-polymer                                                                    |
| Ёмкость аккумулятора                             | 950 мА·ч                                                                      |
| Время разговора                                  | 13:18 ч:мин                                                                   |
| Время ожидания                                   | 600:00 ч:мин                                                                  |
| Продолжительность разговора в сетях UMTS (WCDMA) | 4:30 ч:мин                                                                    |
| Продолжительность ожидания в сетях UMTS (WCDMA)  | 583:00 ч:мин                                                                  |
| Время работы в режиме прослушивания музыки       | 33:75 ч:мин                                                                   |
| Записная книжка и органайзер                     |                                                                               |
| Записная книжка в аппарате                       | 1000 номеров                                                                  |
| Поиск по книжке                                  | есть                                                                          |
| Обмен между SIM-картой и внутренней памятью      | есть                                                                          |
| Прямой (flash) набор                             | 8 номеров                                                                     |
| Органайзер                                       | есть                                                                          |
| Особенности                                      | корпус изготовлен из пластмассы, пригодной для вторичной переработки          |

## Java Platform 8
Он имеет профиль Sony Ericsson Java Platform 8 и позволяет запускать Flash Lite в качестве внешнего интерфейса для Java ME.

## Внешние ссылки
- SonyEricsson.com